# الخط الزمني للحرب الأهلية السورية (يناير–يوليو 2015)
هذه المقالة تتعلق بالحرب الأهلية السورية من يناير إلى يوليو 2015. لفترات زمنية أخرى، انظر الجدول الزمني للحرب الأهلية السورية.
وفيما يلي جدول زمني للحرب الأهلية السورية في الفترة من كانون الثاني / يناير إلى تموز / يوليه 2015. وترد معلومات عن أعداد الضحايا الإجمالية في ضحايا الحرب الأهلية السورية.

## يناير 2015

### 2 يناير
يشن الجيش السوري الحر وجبهة النصرة هجوما على معاقل حزب الله في منطقة جيرود فليتا في منطقة القلمون الغربية بالقرب من الحدود اللبنانية. وأفادت مصادر إعلامية تابعة للمعارضة السورية أن القوات المشتركة استهدفت سلسلة من نقاط التفتيش العسكرية التي يسيطر عليها حزب الله في المنطقة المحيطة بقرية فليتا في القلمون. وأبلغ عن خسائر فادحة في صفوف قوات الأمن الموالية للأسد ومسلحي حزب الله، حيث استولى متمردو الجيش الحر على عدد من الأسلحة الثقيلة والخفيفة، فضلا عن صناديق من الذخائر أثناء العملية. قتل ما لا يقل عن ثلاثة مقاتلين من الجيش الحر. وأفاد مسؤول عسكري في جبهة النصرة أن وجود داعش في المنطقة تجاوز 700 رجل، وسط مخاوف من تصاعد العنف بين المجموعتين.

### 6 يناير
وتضطلع فرقة العمل المشتركة المشتركة لمكافحة داعش بعشرات الغارات الجوية في سوريا، استهدفت ثمانية منها مدينة كوباني المتنازع عليها، حيث دمرت الغارات الجوية 14 موقعا من مواقع داعش القتالية ومبنى.

### 23 يناير
غارة جوية سورية قتلت ما لا يقل عن 40 * 6 يناير / كانون الثاني - تقوم فرقة العمل المشتركة المشتركة التي تكافح تنظيم داعش بعشر ضربات جوية في سوريا، استهدفت ثمانية منها مدينة كوباني المتنازع عليها، حيث دمرت الغارات الجوية أربعة عشر موقعا من مواقع داعش القتالية ومبنى. الناس في إحدى ضواحي دمشق التي يسيطر عليها المتمردون. نفذت القوات الجوية السورية أكثر من 5000 غارة جوية بين 20 أكتوبر 2014 و 20 يناير 2015.

### 24 يناير
اشتبكت وحدات حماية الشعب مع القوات الحكومية السورية في مدينة الحسكة.

### 25 يناير
تجدر الإشارة إلى ان مئات المتمردين المسلحين بقاذفات صواريخ واسلحة مضادة للطائرات يستولون على قاعدة لواء 82 بالقرب من بلدة الشيخ مسكين بالقرب من الطريق الرئيسى بين الشمال والجنوب بين العاصمة دمشق والأردن. وتكمن القاعدة، وهي واحدة من عدة قرى تستخدم لقصف القرى والبلدات التي يسيطر عليها المتمردون في جنوب سوريا وعلى طول الحدود مع الأردن، في قلب منطقة محصنة بشدة شكلت خط الدفاع الجنوبي الذي يحمي دمشق. ويقول تحالف الجبهة الجنوبية إن هذا التقدم سيساعد المتمردين على قطع طرق إمدادات قوات نظام الأسد في الجنوب عن إمداداتهم في الشمال حتى يتمكنوا من السيطرة على مدينة درعا في نهاية المطاف. ساعد الاستيلاء على القاعدة المتمردين على اجتياح معظم مدينة الشيخ مسكين القريبة، التي هاجموها عدة مرات في الأشهر القليلة الماضية، لكنها فشلت في الاستيلاء.

### 26 يناير
المقاتلين الأكراد يستعيدون 90٪ على الأقل من كوباني، سوريا من داعش.

### 27 يناير
ويذكر أن العديد من الجماعات المتمردة السورية التي كانت في السابق تفضلها وكالة الاستخبارات المركزية سيؤدي إلى قطع أموالها وإمداداتها أو خفضها بشكل كبير.
تزعم قوات الأمن الإسرائيلية أن حزب الله والقوات الموالية للرئيس السوري بشار الأسد هي المسؤولة عن إطلاق الصواريخ من الأراضي السورية على مرتفعات الجولان في منتجع جبل الشيخ للتزلج. (شينخوا)

### 28 يناير
أطلق حزب الله صواريخ مضادة للدبابات على قافلة عسكرية إسرائيلية في مزارع شبعا بالقرب من الحدود اللبنانية، مما أسفر عن مقتل جنديين وجرح سبعة آخرين. وردا على ذلك، أطلقت إسرائيل ما لا يقل عن 50 قذيفة مدفعية عبر الحدود إلى جنوب لبنان، مما أسفر عن تبادل لإطلاق النار مع حزب الله، قتل فيه أحد أفراد حفظ السلام الإسبانيين للأمم المتحدة.

## فبراير 2015

### 5 فبراير
وقال زعيم جيش الإسلام زهران علوش ان الهجوم الصاروخي الذي ادى إلى مقتل ثلاثة اشخاص كان طعم ما زاره النظام في الغوطة الشرقية. أسفرت الغارات الجوية للقوات الجوية السورية عن مقتل 65 شخصا على الأقل في الضواحي الشرقية لدمشق. ووفقا لنشطاء من المتمردين، نفذت القوات الجوية أكثر من 60 ضربة على ضواحي دوما، وصقبة، وكفر باتنة، وجوبر، وعربين.

### 6 فبراير
وتزعم داعش أن الرهينة الأمريكية كايلا جان مولر قد قتلت بسبب الغارات الجوية الأردنية في ضواحي الرقة، سوريا. يقول البيت الأبيض إنه ليس لديهم أي دليل على وفاتها.

### فبراير 9
- وقتل خمسة مدنيين وجرح عشرات آخرون بسبب القصف الجوي الذي شنته الطائرات الحربية الموالية للنظام في الغوطة الشرقية بريف دمشق.[13]

### 14 فبراير
يستعيد الأكراد السيطرة على 163 قرية على الأقل حول كوباني خلال الأسابيع الثلاثة منذ أن دفعوا مقاتلي داعش خارج المدينة.

### 15 فبراير
القوات الكردية المدعومة من قبل الجماعات المتمردة السورية تسيطر على تلة جنوب كوباني التي تقع داخل محافظة الرقة - معقل داعش. وهذه هي المرة الأولى التي يدخل فيها الأكراد الرقة.

### 17 فبراير
خلال هجوم يهدف إلى قطع خطوط الإمداد للمتمردين إلى الحدود التركية، دخلت قوات نظام الأسد إلى قرية راتيان، شمال حلب، وتم تنفيذ عمليات الإعدام.

### 18 فبراير
ويعيد المتمردون السيطرة على قرية راتيان ويحتجزون 32 جنديا من الجيش السوري ومسلحين مؤيدين للحكومة، حيث يقاتل القتال بينما يحاول الجانبان الاستيلاء على أراضي جديدة قبل التوصل إلى هدنة محتملة. ويقتل أكثر من 170 مقاتلا من كلا الجانبين في الاشتباكات.

### 19 فبراير
وتحث منظمة أطباء بلا حدود جميع الأطراف على تسهيل إجلاء الجرحى في الاشتباكات التي وقعت بالقرب من حلب، والتي قالت إنها تسببت في موجة جديدة من الأسر النازحة التي تحاول الوصول إلى الحدود التركية للبحث عن مأوى. ويضطر العاملون الطبيون إلى إخلاء منشأة تابعة لمنظمة أطباء بلا حدود في ضواحي حلب بسبب تفاقم حالة انعدام الأمن.
استولى المتمردون على قرية هارداتنين قرب حلب، بعد يومين من اتخاذها من قبل قوات الأسد. اشتباكات مكثفة تجري خارج قرية ثالثة، باشكوي، والتي اتخذتها الحكومة أيضا في 17 فبراير / شباط.

### 21 فبراير
وتفيد مجموعة الرصد التابعة للمرصد السورى لحقوق الإنسان أن عشرة أطفال كانوا من بين 48 شخصا على الأقل قتلوا في قرية ريتيان عندما أعدمت قوات نظام الأسد ست عائلات من المقاتلين المتمردين. وكان القرويون قد اكتشفوا الجثث عندما عادوا إلى ديارهم بعد انسحاب قوات النظام في 18 فبراير / شباط. وكانت خمس نساء و 13 متمردا من الأسر الست من بين القتلى. ولم تكن هناك مقاومة إلا في منزل واحد حيث فتح المتمردون النار على الجنود قبل إعدامهم مع عائلته. وقد تم تشويه بعض الجثث.
قتل ثمانية أشخاص - من بينهم امرأتان وطفلين - عندما أصاب براميل متفجرة مبنى في منطقة محتجزة في حلب. كما أفيد عن مقتل خمسة أشخاص أثناء قصف المتمردين للمناطق التي يسيطر عليها النظام في المدينة.
القوات الجوية السورية تقتل سبعة أشخاص على الأقل في مناطق المتمردين شرق دمشق.
دخلت قوات الجيش التركي سوريا لإجلاء جنود يحرسون مقبرة سليمان شاه، وهي عبارة عن جيب تركي داخل محافظة حلب، وإزالة التابوت. قتل جندي تركي في ما وصفه مسؤول حكومي ب «حادث» أثناء العملية. وأفادت التقارير بأن القافلة العسكرية التركية سافرت عبر بلدة كوباني، التي حررت مؤخرا من سيطرة تنظيم الدولة الإسلامية من قبل القوات الكردية والجيش السوري الحر على الدعم الجوي للتحالف.

### 24 فبراير
ووفقا للمرصد السوري لحقوق الإنسان، قام داعش باختطاف 90 مسيحيا آشوريا بعد أن استولوا على القرى الآشورية بالقرب من تل تامر من القوات الكردية.

### 27 فبراير
وجهت القوات الكردية ضربة إلى تنظيم الدولة الإسلامية من خلال القبض على تل حميس، وهي مدينة ذات أهمية إستراتيجية في شمال شرق سوريا. وقال المرصد البريطاني ان القوات الكردية قتلت ما لا يقل عن 175 عضوا وقادة مسلحين متطرفين اسلاميين في هجوم بدأ في نهاية الاسبوع الماضي.

### 28 فبراير
تتراجع قوات داعش بعد اشتباكات في تل براك، وهي بلدة تقع في شمال شرق سوريا في محافظة الحسكة، في ثاني هزيمة داعش في يومين بعد انسحابها من تل هاميس.

## مارس 2015

### 4 مارس
وقام المتمردون بتفجير كمية كبيرة من المتفجرات في نفق يعمل تحت أو بالقرب من مقر المخابرات الجوية في حي جميزة الزهراء في حلب، مما تسبب في انهيار جزء من المبنى وصداعه في معظم أنحاء المدينة. وفور اندلاع قتال عنيف مع مقاتلي جبهة النصرة وجماعات متمردة إسلامية متشددة قصفت المنطقة ومحاولة التقدم. وردت قوات نظام الأسد بالمدفعية ودعت في الغارات الجوية، في نهاية المطاف صد المهاجمين. ومن بين القتلى عناصر من المخابرات الجوية، وميليشيات من النظام الموالي للأسد، ومقاتلي حزب الله، فضلا عن المهاجمين المتمردين.

### 5 مارس
ردا على الهجوم على مقر المخابرات الجوية، شن الجيش السوري غارة جوية على جبهة النصرة في منطقة الحبيت. ونتيجة لذلك، قتل قائد الجيش الجهادي أبو همام الشامي، إلى جانب ثلاثة قادة بارزين آخرين. وفي الوقت نفسه، في حلب، شنت القوات الحكومية هجوما على المتمردين في غرب المدينة.

### 7 مارس
وقام قائد لواء الأنفال المتمرد من المتمردين، إلى جانب 70 من مقاتليه، بتسليم أسلحتهم إلى الجيش السوري.

### 13 مارس
وانشق لواء لواء حطين من محافظة ريف دمشق إلى قوات الدفاع الوطني بعد قتال الجيش السوري منذ أكثر من ثلاث سنوات.

### 16 مارس
واستسلم لواء شام الرسول المتمرد المتمرد من قبل المتمردين لقوات الدفاع الوطني المدعومة من الحكومة السورية. ووفقا لمصدر عسكري، فإن هذه هي المجموعة الثالثة المتمردة التي تخلت عن الجيش السوري الحر في 8 أيام، بينما انشقت المجموعتان الأخريان المتمردتان في مخيم اليرموك والتضامن.

### 20 مارس
وأكد مصدر ذات صلة بالجيش إسقاط طائرة بدون طيار تم تحديدها على أنها مفترق مق-1 أمريكي؛ وأفيد بأن الطائرة أسقطت في محافظة اللاذقية.

### 22 مارس
جبهة النصرة أسفل طائرة هليكوبتر حكومية في محافظة إدلب. وألقي القبض على أربعة من أفراد الطاقم، وأفيد بأن خمسة منهم أعدموا.

### 23 مارس
مقاتلو الدولة الإسلامية ينتقلون لمهاجمة قاعدة تدمر الجوية التي تسيطر عليها الحكومة بالقرب من حمص وهم يواصلون هجومهم الغربي. مقاتلو الدولة الإسلامية ينزلون أيضا طائرة سعودية من طراز سو-24 بالقرب من حقل شعار شرق حمص.

### 25 مارس
جبهة النورسة والمجموعات المتحالفة معها تبدأ هجومها على إدلب. وقال أبو اليزيد ان "ائتلافا من جماعات المعارضة المسلحة التي تعمل تحت اسم" جيش النصر "اتخذ" حوالى 10٪ "من المدينة بعد الاستيلاء على سلسلة من الحواجز على طول محيط ادلب الثلاثاء والأربعاء.

### 28 مارس
أعلنت جبهة النصرة القبض على إدلب.

### 31 مارس
يغلق الأردن معبر نسيب، وهو المعبر الحدودي الوحيد الذي يعمل مع سوريا، في أعقاب اشتباكات عنيفة على الجانب السوري بين المتمردين وقوات الدولة السورية.

## أبريل 2015

### 1 أبريل
مقاتلو تنظيم الدولة الإسلامية يتسللون إلى مخيم اليرموك للاجئين الفلسطينيين من حي حجر الأسود القريب في دمشق، ويتصادمون مع فصائل فلسطينية معادية للأسد تدعى أكناف بيت المقدس. ويأخذ داعش أجزاء كبيرة من المخيم.
الجيش السوري الحر وحلفاؤه سيطروا على معبر نصيب الحدودي مع الأردن بعد إجبار ميليشيات الأسد على الانسحاب من المنطقة.

### 13 أبريل
وحدات حماية الشعب (يبغ) والمقاتلين من الجيش السوري الحر القبض على مصنع لافارج للأسمنت بالقرب من زريب حشق في كانتون كوباني بعد القتال العنيف. كما يلتقط الهجوم مدن جنبان ومنيف كور وزيريب حشق نفسه.
وفي الوقت نفسه، شن داعش هجوما على الغرب يحاول استعادة نور علي وصباح طحطاني على الطريق السريع M4.

### 19 أبريل
- داعش تطلق هجوما في تدمر، مع اشتباكات اندلعت في ضواحي المدينة.[34]
- وقيل إن الوزير السوري علي حيدر التقى بمسؤولين أكراد في روجافا، وأجرى محادثات بشأن درجة من الاستقلالية القانونية للمنطقة، على الرغم من أن روجافا كانت مستقلة بحكم الأمر الواقع عن الحكومة.[35]

### 23 أبريل
وقد شن الهجوم على جسر الشغور في الشمال الغربي من قبل معركة غرف عمليات النصر.

### 25 أبريل
معركة النصر استولت على مدينة جسر الشغور في شمال غرب سوريا.

### 29 أبريل
اندلاع قتال لم يسبق له مثيل بين قوات نظام الأسد وأعضاء قوات الدفاع الوطني في حي الزهراء الذي يسكنه العلويون في وسط حمص بسبب "اختلافات داخلية" اندلعت عندما بدأ سكان زهراء وأحد الأحياء الأرمنية المجاورة يشكون من أعمال أعضاء قوات الدفاع الوطني ". أسفرت الاشتباكات عن وقوع عدد من القتلى، وعثرت قوات نظام الأسد على سيارة مزورة بمتفجرات تهدف إلى اغتيال محافظ حمص طلال البرازي في مقر الجبهة.

## مايو 2015

### 13 مايو
استيلاء تنظيم الدولة الإسلامية على أجزاء كبيرة من مدينة السخنة والمناطق المحيطة بها في محافظة حمص في اشتباكات أسفرت عن مقتل 48 من جنود النظام ومقاتلي تنظيم الدولة الإسلامية في القتال منذ الليلة الماضية.

### 15 مايو
في 15 مايو / أيار، أجرى مشغلو سفود-دلتا الأولون من قيادة العمليات الخاصة المشتركة في العراق عملية في عمرو (سوريا الشرقية) للقبض على أحد كبار قادة داعش يدعى أبو سياف، والذي أدى إلى وفاته والاستيلاء على زوجة أم سياف، عندما حاول إشراك القوات الأمريكية في القتال.

### 19 مايو
استولى تحالف متمرد يضم جبهة النصرة ويطلق على نفسه اسم «جيش الفتح» (أو جيش الفتح) على بلدة مستوما وقاعدة البلدة في محافظة إدلب. انسحبت القوات الحكومية جنوبا إلى أريحا.

### 20 مايو
استولى تنظيم الدولة الإسلامية على تدمر من القوات الحكومية.

### 26 مايو
ووفقا لمصادر مؤيدة للحكومة، واصلت داعش دفعها نحو حمص، مع خط المواجهة الآن في قريتين، والفرقلوس، وجبال الشاعر، والقاعدة الجوية تياس. ووفقا لهذه المصادر، كانت داعش، عند هذه النقطة، تبعد 35 كم عن حمص.

### 28 مايو
هاجم تحالف «جيش الفتح» المتمرد (جيش الفتح) بلدة أريحا في محافظة إدلب، وهي آخر مدينة كبرى في محافظة إدلب ما زالت تحتجزها الحكومة. تم القبض على المدينة من قبل المتمردين في وقت لاحق من نفس اليوم.

### 29 مايو
ووفقا لمصدر عسكري، أصدرت جبهة النصرة إعلانا للحرب ضد وحدات حماية الشعب في محافظة حلب.

### 30 مايو
بدأت داعش هجوما ضد القوات الحكومية السورية تجاه مدينة الحسكة، وهي مدينة مقسمة بين الحكومة السورية ووحدات حماية الشعب.

## يونيو 2015

### 10 يونيو
الجيش السوري الحر والجبهة الإسلامية يسيطران على اللواء 52 قاعدة من القوات الحكومية، التي تقع شرق مدينة الحراك.

### 16 يونيو
- قبضت قوات حماية الشعب وقوات الجيش الحر على تل أبيض من داعش توحد الكانتانيين الكوباني والجزيرة.[51]
- اشتبكت قوات حماية الشعب وقوات الآسايش مع النظام في القامشلي، واستولت على العديد من المؤسسات الحاكمة.[52]

### 23 يونيو
هاجم حشد من 200 متظاهر من الطائفة الدرزية في مجدل شمس على مرتفعات الجولان سيارة إسعاف عسكرية إسرائيلية تحمل «اثنين من الجرحى السوريين» (من المتمردين الإسلاميين المزعومين)، مما أسفر عن مقتل أحدهم وإصابة جنديين بجروح طفيفة. وجاء الهجوم بعد أسبوعين من مقتل 20 درزيا في تبادل لاطلاق النار مع جبهة النصرة التابعة لتنظيم القاعدة في محافظة إدلب في شمال غرب سوريا.

### 25 يونيو
داعش تطلق هجمات على مدينتي كوباني وحسكة في شمال سوريا. وفي كوباني، انفجرت سيارتان مفخختان ومواجهات لاحقة بين متسللين من تنظيم الدولة الإسلامية وحزب الشعب الشعبى، مما أسفر عن مصرع ما لا يقل عن 30 شخصا، بينما قتل 20 آخرون في قرية برخ بوتان القريبة. وفي الحسكة، استولى تنظيم الدولة الإسلامية على العديد من المناطق والمؤسسات في المدينة مما أدى إلى موجة من اللاجئين الفارين من الاشتباكات في المدينة. وقيل إن 30 من النظام و 20 من مقاتلي داعش قتلوا في الاشتباكات. في جنوب سوريا، تبدأ 51 فصيلة متمردة معركة للقبض على مدينة درعا مما أدى إلى اشتباكات عنيفة وقصف شديد من قبل الحكومة السورية. وهناك تقارير عن وقوع إصابات في درعا والقرى المحيطة بها.

### 26 يونيو
- الدولة الإسلامية تقتل 146 مدنيا في كوباني، ثاني أكبر مذبحة منذ بداية الصراع عندما أعدمت الجماعة المتطرفة 700 من أفراد قبيلة الشيطات في شرق سوريا.[58][59]

مقتل انتحاري من تنظيم الدولة الإسلامية في مدينة الحسكة 20 شخصا على الأقل.

## يوليو 2015

### 4 يوليو
استولى المتمردون على مركز أبحاث علمية سابق في حلب، مما هدد المناطق التي يسيطر عليها النظام في حلب الجديد.

### 5 يوليو
ويعلن حزب الله والشعيبة أنهما دخلا مدينة الزبداني التي يسيطر عليها المتمردون في اليوم الثاني من هجوم كبير للقبض على المنطقة الحدودية حول الطريق السريع بيروت - دمشق. أكثر من 2000 متمرد من مجموعات تشمل جبهة النصرة زرعوا الألغام وحصنوا مواقعهم داخل المدينة المحاصرة قبل قتال الشوارع الكثيف المتوقع.

### 10 يوليو
بعد 2 أسابيع من القتال عادت القوات المسلحة السودانية إلى هجوم جيش الفتح في درعا.

### 13 يوليو
قوات نمور الجيش الشعبي لتحرير السودان القبض على المحاجر القديمة في الريف الشمالي الغربي من تدمر بعد اشتباكات عنيفة مع الدولة الإسلامية في العراق وسوريا (داعش). ووفقا لمصدر عسكري، فإن وحدات الجيش السوري السوري تبعد أقل من 2 كم عن حاجز قاسون الذي يؤدي إلى جبال قاسون في تدمر.

### 22 يوليو
مقتل أكثر من 18 شخصا وإصابة العشرات بجراح بعد سقوط مروحيات الأسد عدة براميل متفجرة على مدينة الباب شرق حلب. أكدت مصادر إعلامية في ريف حلب الشرقي أن مروحيات الأسد أسقطت أربعة براميل متفجرة على قرية قصر البريج في ريف الباب.